# San Pedro de Atacama
San Pedro de Atacama es una comuna chilena ubicada en la provincia de El Loa, en la región de Antofagasta, en el norte de Chile ubicada a 2450 m s. n. m. Su capital es la localidad del mismo nombre y que da también su nombre al río San Pedro de Atacama que la bordea.

## Historia

### Antecedentes
Los orígenes de la ocupación humana del territorio que hoy conforma la comuna de San Pedro de Atacama se remontan alrededor de 11 000 años a. C. con grupos de cazadores-recolectores nómadas que se desplazaban por sectores de la puna y las quebradas de la prepuna en busca de recursos y sustento. Los procesos de domesticación de los camélidos y desarrollo de la agricultura dieron paso a poblaciones que comenzaron a asentarse de manera permanente en aldeas, alcanzando mayores niveles de desarrollo tecnológico, cultural y material por toda la cuenca del Salar de Atacama. 
Finalmente, el territorio recibiría la influencia de la cultura Tiawanaku, expresada a través de nuevas técnicas y estilos de producción material y prácticas espirituales. El colapso de esta civilización fue sucedido por un período de mayor desarrollo local y conflicto entre señoríos, representado por el sitio Pukará de Quitor; no obstante, hacia mediados del siglo XV la zona sería incorporada dentro del Tahuantinsuyo incaico, hecho que traería consigo una vez más nuevas prácticas económicas, políticas y religiosas.

### Época inca y primeras visitas españolas
Poco se sabe de la Atacama incaica, pero se tiene conocimiento de que existió un pueblo de indios de nombre Atacama, que a su vez era capital de una provincia inca o huamani del mismo nombre, y dicha provincia se encontraba sujeta a la región inca o suyu del Collasuyu. Dicho pueblo fue visitado en 1540 por dos expediciones encomendadas por Francisco Pizarro a la conquista de Chile, primero llegaron las huestes de Pedro de Valdivia y poco después fueron alcanzados por las Pedro Sancho de Hoz, quien intentó traicionar y capturar a Valdivia en el pueblo de Atacama.
...Valdivia no estaba allí, se había adelantado para preparar alojamiento para la tropa y a la sazón se encontraba en un pueblo de indios llamado también Atacama... Prevenido Valdivia de las intenciones de Sancho de la Hoz, contando con la lealtad de sus compañeros, regresó al día siguiente y redujo a prisión a los conjurados. A los aventureros que acompañaban a Sancho les obligó a regresar al Perú y a éste le mantuvo preso en los dos meses que duró la permanencia en Atacama.

### Época virreinal

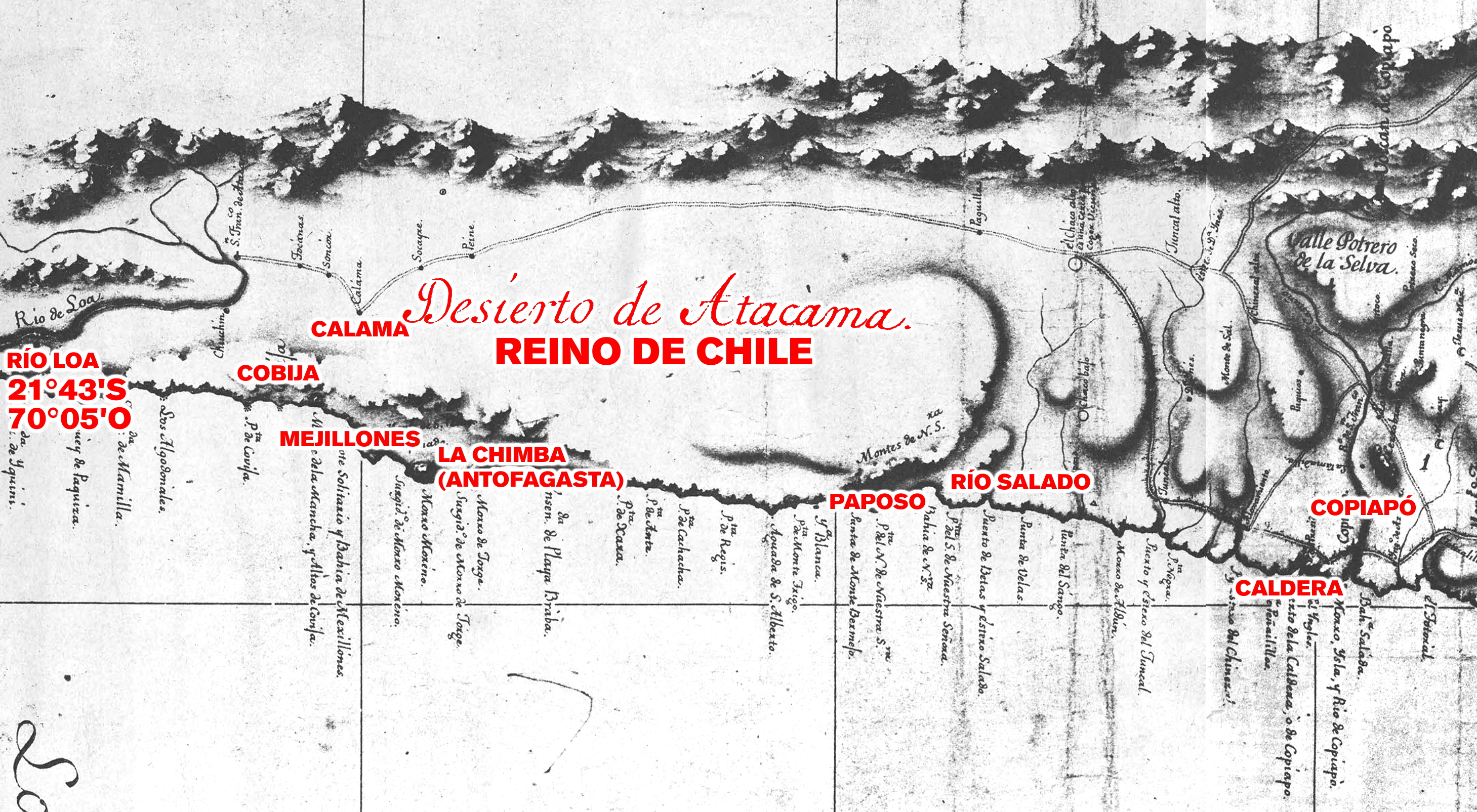
Mapa de Andrés Baleato, de 1793 mostrando el límite entre Chile y Perú en el río Loa.

Menos de un siglo después de la incorporación al Imperio Inca, las huestes españolas llegaron a la zona, hecho que inició un conflicto armado con las poblaciones atacameñas locales que se extendería hasta 1557 con la firma de un “acuerdo de paz”. La dominación española se caracterizó por la imposición del sistema económico colonial de la encomienda, el traslado forzoso a los “pueblos de indios”, la conversión al catolicismo que daría paso a las prácticas sincréticas que caracterizan a la población indígena moderna y la erosión de la lengua kunsa, entre otros efectos.
Durante la época del Imperio español, el despoblado de Atacama aparece como parte del corregimiento de Copiapó de la Capitanía General de Chile.
El 6 de septiembre de 1777 se emite una Real Orden referida al cobro relacionada con el almojarifazgo y alcabalas en Chile el cual hace mención del despoblado de Atacama y los pueblos circundantes como parte de la jurisdicción chilena:

Aunque en el corregimiento de Copiapó, cuya cabeza es la villa de San Francisco de la Selva, se contienen los puertos de Cobija y bahía de Mexillones, puerto de Betas, el de Juncal, el de Copiapó o la Caldera, Bahía Salada, puerto del Totoral y el del Huasco, como son tan accidentales las arribadas de navíos con este arreglo, y también a las cortas entradas que puedan ocurrir por la cordillera, camino del Despoblado y de territorio de aquella jurisdicción, el administrador de este destino propondrá el sujeto o sujetos que conceptuare necesarios para la mejor recaudación de dichos ramos y aumento de la Real hacienda
Archivo General de Indias de Sevilla, Audiencia de Chile, legajo 328.

Asimismo en el mapa levantado por la Armada española en 1792 se incluye dentro del Reino de Chile desde el paralelo 22° al sur, en otras palabras, desde la zona del río Loa. En el mapa de 1793 elaborado por Andrés Baleato, director de la Escuela Náutica de Lima, por orden del virrey Francisco Gil de Taboada y Lemus, Chile tiene como frontera norte el grado 21° y medio, en específico la desembocadura del río Loa, haciendo mención explícita que la zona estaba despoblada y recién habían poblados desde el paralelo 24
Hipólito Unanue publica sobre el Virreinato de Perú en 1793 lo siguiente: 

La ensenada de Túmbez lo separa por el norte del Nuevo Reino de Granada y el río Loa por el sur del desierto de Atacama y reino de Chile
Guía política, eclesiástica y militar del virreinato del Perú de 1793

En la memoria del Francisco Gil de Taboada que le dio a su sucesor Ambrosio O'Higgins en 1795 se describe el límite entre el Perú y Chile el río Loa.

### Época contemporánea
Con las guerras de independencia y la formación de los nuevos Estados modernos, San Pedro de Atacama y las localidades que hoy conforman la comuna pasaron a ser administradas por Bolivia, convirtiéndose en un centro administrativo como capital de la provincia de Atacama dentro del Departamento del Litoral. Sin embargo, el territorio estuvo en disputa con Chile en el marco de la disputa limítrofe del desierto de Atacama hasta el tratado de límites de 1866 entre ambos países, encontrándose en los territorios al norte del paralelo 24° reconocido como límite internacional. Como consecuencia de la guerra del Pacífico y el Tratado de 1904, el Departamento pasó a convertirse en territorio chileno.
Con este último hito se inicia un proceso de “chilenización” que estuvo marcado por la incorporación del territorio y su población al engranaje económico que impulsaba la minería de la época, siendo San Pedro de Atacama un importante punto de tránsito de cabezas de ganado destinadas a los campamentos. Adicionalmente, el auge minero que experimentó la región en su conjunto durante el siglo XX impulsó procesos migratorios hacia los sectores de Calama y Chuquicamata que significaron cambios sociales y culturales en la población atacameña.
Francisco Astaburoaga escribió en 1899 en su Diccionario Geográfico de la República de Chile: 721  sobre el lugar:

San Pedro de Atacama.-—Villa del departamento de Antofagasta situada al ENE. de la ciudad y puerto de Antofagasta, de la cual dista en línea recta 255 kilómetros; quedando á 90 hacia el oriente del pueblo de Caracoles y muy poco más hacia el sudeste de Calama. Yace en los 22° 55' Lat. y 68° 11' Lon. junto al extremo boreal del lago de Atacama y á 2,420 metros sobre el Pacífico, rodeada de pequeños fundos cultivados que riegan el río de este mismo nombre y especialmente el riachuelo de Vilama; siendo de éstos los más importantes por su fertilidad y habitantes que contienen, el contiguo del Conde Duque y los de Béter, Catarpe, Coyo, Cúcuter, Chécar, Poconchí, Solcor, Sólor, Vilama, Yaye y otros. Su temperatura es ardiente en el día y fría en la noche, helando en las de invierno; las lluvias son raras. El caserío está asentado en la ribera oriental ó izquierda del río, y consta principalmente de dos prolongadas calles de E. á O., cruzadas por varias otras cortas que forman manzanas más ó menos regulares, con una plaza hacia la extremidad oriental. Contiene oficinas de registro civil, de correo y telégrafo, escuela gratuita, una antigua iglesia que le da el título de San Pedro,[2] casa sencillas y 334 habitantes, casi en su mayoría del tipo de los primitivos peruanos. Mantiene un mediano comercio con el pueblo de Caracoles proveyéndolo de algunos frutos agrícolas, así como de ganado, que recibe de la vecina República Argentina. Su origen es antiguo; pues ya existía al tiempo de pasar por aquí el adelantado Don Diego de Almagro que vino en 1536 al descubrimiento de Chile. Este pueblo y su comarca, hasta Surques y Antofagasta de la Sierra, se conocía antes con la denominación de Atacama la Alta ó Alta Atacama; véase Chiu-Chiu.

El geógrafo chileno, Luis Risopatrón lo describe como una ‘aldea’ en su libro Diccionario Jeográfico de Chile en el año 1924:: 817 

San Pedro de Atacama (Aldea) 22° 55' 68° 12' Consta de tres calles, que corren de N a S, cortadas por otras trasversales en ángulo recto, alrededor de una plaza i cuenta con servicio de correos, telégrafos, aduana, rejistro civil i escuelas públicas; está asentada entre los cauces de los rios Atacama i Vilama, a 2 436 m de altitud, en una fértil comarca, en que se cultiva el trigo, el maíz, la alfalfa i algunos árboles frutales. Sus moradores se dedican principalmente al comercio de ganado bovino, el que importan de la Arjentina, lo hacen pacer algunos dias en los alfalfares de las vecindades i mandan después a Calama, a los minerales vecinos i las salitreras. Se ha observado 24° C i 10,5° C como temperaturas máxima i mínima en verano, con 14,5° C de ampliación máxima en 12 horas, hiela en los meses de invierno i recibe escasas lluvias. Se cree que fue fundada por la autoridad del inca Yupanqui (1450?) i es por consiguiente uno de los pueblos más antiguos de Chile; acampó en ella Diego de Almagro en 1536 i Pedro de Valdivia en 1540.

Hacia fines de la década de 1950 arribó a San Pedro de Atacama el sacerdote belga Gustavo Le Paige, quien además de ocuparse como párroco del pueblo llevó a cabo una gran cantidad de trabajos arqueológicos que permitieron comenzar a develar el pasado remoto y ancestral de los antiguos habitantes. Estas investigaciones contribuyeron enormemente a posicionar el territorio en el imaginario colectivo gracias a la construcción del Museo Arqueológico y la realización de un Congreso Internacional de Arqueología entre fines de los 50s e inicios de los 60s. Con estos hitos, San Pedro de Atacama comenzaría a abrirse poco a poco hacia el extranjero.
En el año 1979, a través del Decreto Ley N.º 2.868, se estableció la comuna de San Pedro de Atacama, separándola de la comuna de Calama a la cual pertenecía en ese entonces. Otro hecho significativo en términos administrativos y políticos fue la promulgación en el año 1993 de la Ley N.º 19.253, también conocida como “Ley Indígena”, la cual estableció, entre otras cosas, la figura de “Área de Desarrollo Indígena”. En 1997, al amparo de esta ley, se crea el Área de Desarrollo Indígena Atacama la Grande, cuyos límites coinciden con los de la comuna. Esta denominación implica que el Estado tiene el deber de velar por el bienestar y mejora en la calidad de vida de las personas indígenas que habitan estos territorios.

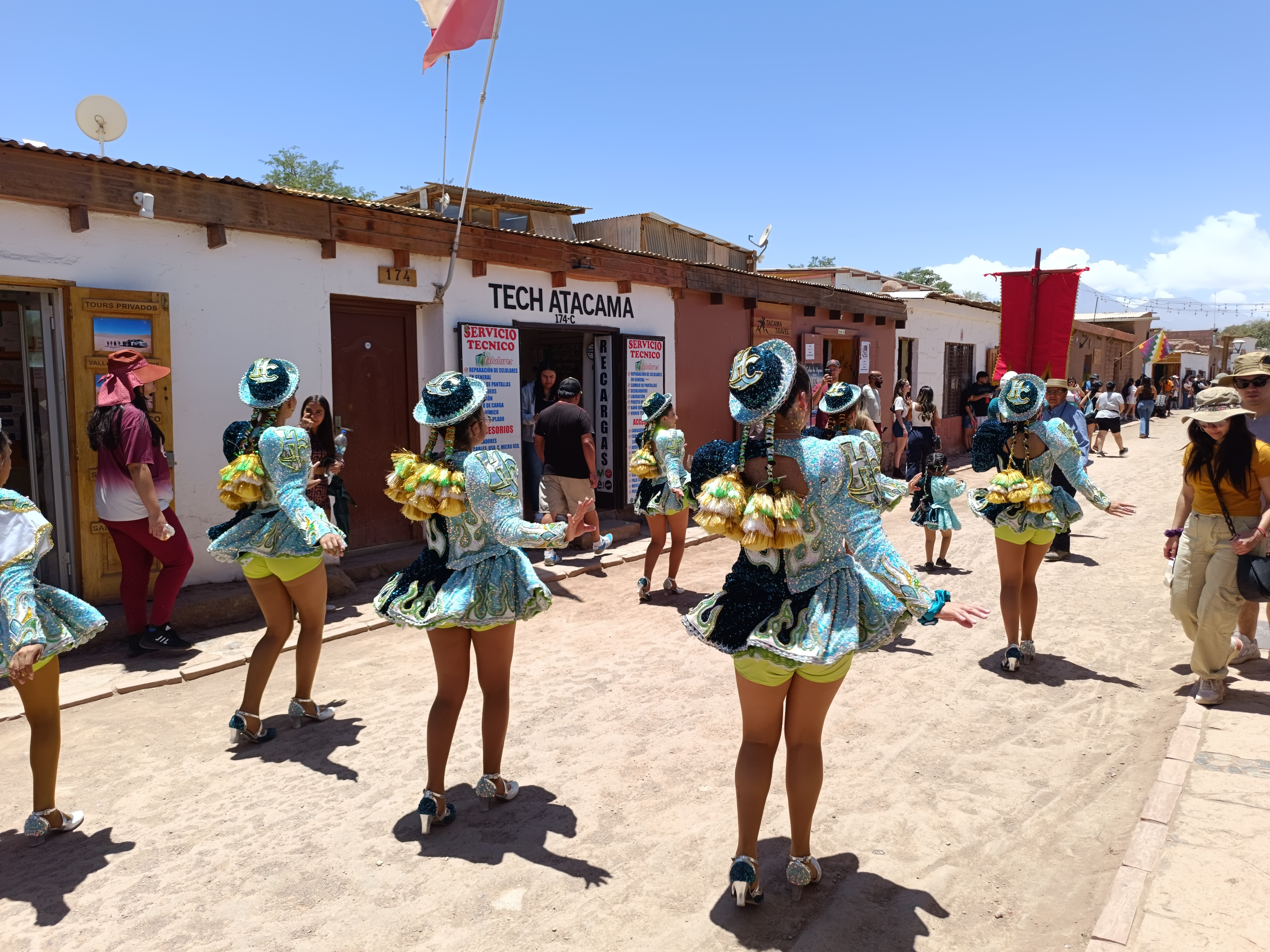
Bailando en la calle Caracoles de San Pedro de Atacama, en la Fiesta de la Candelaria.

A contar de la década de los 90 comienza a ocurrir otro fenómeno que traería grandes transformaciones e impactos en distintos niveles: la llegada del turismo. En 1998 se inaugura el Hotel Explora en el ayllu de Larache, el primer hotel de lujo presente en la comuna. Con esto se potenciaría el interés por descubrir el territorio y sus atractivos naturales, atrayendo vertiginosamente una gran cantidad de visitantes tanto nacionales como extranjeros con el transcurso de los años. Más aún, en el año 2002 se establece la Zona de Interés Turístico “Área San Pedro de Atacama - Cuenca Geotérmica El Tatio”, consolidando la comuna como un destino turístico de gran importancia para la región y el país.

## Geografía
La comuna de San Pedro de Atacama se encuentra emplazada en las unidades geomorfológicas de Depresión de Atacama, Cordillera prealtiplanica, salares, Gran fosa prealtiplanica, Altiplano, Depresión salares cautivos y Precordillera de Domeyko.
Se localiza a 1700 kilómetros de Santiago y a 160 kilómetros del paso internacional Jama, y a 200 km del Paso de Sico que conecta con la provincia de Salta (Argentina). San Pedro de Atacama es la puerta de entrada a uno de los desiertos más grandes y el más árido del mundo: el desierto de Atacama. Gran parte del territorio comunal corresponde al salar de Atacama.

### Clima
Presenta según la clasificación climática de Köppen clima de tundra (ET), clima de tundra de lluvia estival (ET (w)), clima desértico frío (BWk), clima desértico frío de lluvia estival (BWk (w)), clima semiárido (BSk) y clima semiárido de lluvia estival (BSk (w)).
La temperatura más alta registrada en San Pedro de Atacama fue de  38,3 °C (100,9 °F) en enero de 2024.
| Parámetros climáticos promedio de San Pedro de Atacama, Chile | Parámetros climáticos promedio de San Pedro de Atacama, Chile | Parámetros climáticos promedio de San Pedro de Atacama, Chile | Parámetros climáticos promedio de San Pedro de Atacama, Chile | Parámetros climáticos promedio de San Pedro de Atacama, Chile | Parámetros climáticos promedio de San Pedro de Atacama, Chile | Parámetros climáticos promedio de San Pedro de Atacama, Chile | Parámetros climáticos promedio de San Pedro de Atacama, Chile | Parámetros climáticos promedio de San Pedro de Atacama, Chile | Parámetros climáticos promedio de San Pedro de Atacama, Chile | Parámetros climáticos promedio de San Pedro de Atacama, Chile | Parámetros climáticos promedio de San Pedro de Atacama, Chile | Parámetros climáticos promedio de San Pedro de Atacama, Chile | Parámetros climáticos promedio de San Pedro de Atacama, Chile |
| Mes                                                           | Ene.                                                          | Feb.                                                          | Mar.                                                          | Abr.                                                          | May.                                                          | Jun.                                                          | Jul.                                                          | Ago.                                                          | Sep.                                                          | Oct.                                                          | Nov.                                                          | Dic.                                                          | Anual                                                         |
| ------------------------------------------------------------- | ------------------------------------------------------------- | ------------------------------------------------------------- | ------------------------------------------------------------- | ------------------------------------------------------------- | ------------------------------------------------------------- | ------------------------------------------------------------- | ------------------------------------------------------------- | ------------------------------------------------------------- | ------------------------------------------------------------- | ------------------------------------------------------------- | ------------------------------------------------------------- | ------------------------------------------------------------- | ------------------------------------------------------------- |
| Temp. máx. media (°C)                                         | 31.0                                                          | 33.0                                                          | 27                                                            | 25.3                                                          | 20.8                                                          | 16.2                                                          | 14.4                                                          | 17.9                                                          | 20.6                                                          | 23                                                            | 27.2                                                          | 29.9                                                          | 23.9                                                          |
| Temp. media (°C)                                              | 22.1                                                          | 20.8                                                          | 17.9                                                          | 13.9                                                          | 11                                                            | 8.2                                                           | 7.4                                                           | 9.8                                                           | 12.4                                                          | 15.1                                                          | 18.5                                                          | 19.4                                                          | 14.7                                                          |
| Temp. mín. media (°C)                                         | 17                                                            | 15.9                                                          | 11.9                                                          | 6.5                                                           | 3.2                                                           | -0.3                                                          | -1.5                                                          | 1.7                                                           | 4.3                                                           | 8.2                                                           | 12.8                                                          | 15                                                            | 7.9                                                           |
| Precipitación total (mm)                                      | 36                                                            | 24                                                            | 4                                                             | 2                                                             | 1                                                             | 0                                                             | 0                                                             | 0                                                             | 3                                                             | 3                                                             | 7                                                             | 21                                                            | 101                                                           |
| Fuente: Weather2Travel                                        |                                                               |                                                               |                                                               |                                                               |                                                               |                                                               |                                                               |                                                               |                                                               |                                                               |                                                               |                                                               |                                                               |

### Hidrografía
La comuna se halla entre las cuencas hidrográficas de Endorreicas entre Fronterizas y salar de Atacama, Endorreicas entre el salar de Atacama y Vertiente del Pacífico, Fronterizas entre el salar de Atacama y Socompa, Quebrada Caracoles, río Loa y salar de Atacama. Además, la comuna posee diversos cuerpos de agua, entre los que se destacan la laguna Barros Negros, laguna Chaxa, laguna Chita, laguna de Pampa Ciénaga, laguna en Salar Incahuasi, laguna Helada, laguna Lejía, laguna Miñiques, laguna Miscanti, laguna Tebinquiche, laguna Trinchera y laguna Tuyajto, río Chico, río de Juana, río Grande, río Incahuasi, río Puritama, río Putana, río Salado, río San Pedro, río Tulan y río Vilama; y salar de Aguas Calientes, salar de Atacama, salar de Capur, salar de Loyoques o Quisquiro, salar de Pujsa, salar de Pular, salar de Talar, salar de Tara y salar El Laco.

## Medio ambiente

### Componentes bióticos

Trazado simplificado de los ecosistemas y cuerpos de agua presentes en la comuna de San Pedro de Atacama.

Dentro del territorio de la comuna se pueden hallar los siguientes ecosistemas:
- Matorral bajo desértico tropical andino donde predominan Atriplex imbricata y Acantholippia deserticola (Preocupación menor)
- Matorral bajo desértico tropical interior donde predominan Adesmia atacamensis y Cistanthe salsoloides (Preocupación menor)
- Matorral bajo tropical andino donde predominan Adesmia frigida y Stipa frigida (Vulnerable)
- Matorral bajo tropical andino donde predominan Fabiana bryoides y Parastrephia quadrangularis (Vulnerable)
- Matorral bajo tropical andino donde predominan Fabiana denudata y Chuquiraga atacamensis (Vulnerable)
- Matorral bajo tropical andino donde predominan Mulinum crassifolium y Urbania pappigera (Vulnerable)
- Matorral desértico tropical interior donde predominan Atriplex atacamensis y Tessaria absinthioides (Preocupación menor)
- Zonas geográficas hinóspitas sin vegetación (Sin información)

### Medidas de protección ambiental y conflictos socioambientales
Hasta 2022, la comuna de San Pedro de Atacama cuenta con las siguientes zonas que poseen algún nivel de protección ambiental:
- Ayllus de San Pedro de Atacama (Sitios ERB)[20]
- Géiseres del Tatio (Sitios ERB)[21]
- laguna Lejía (Bien Nacional Protegido)[22]
- laguna Lejía (Sitios Ley 19.300)[23]
- Pujsa (Sitio Ramsar)[24]
- Reserva Nacional Los Flamencos (Reserva Nacional)[25]
- salar de Atacama (Sitios ERB)[26]
- salar de Tara (Sitio Ramsar)[27]
- Santuario de la Naturaleza Laguna Tebenquiche (Santuario de la Naturaleza)[28]
- Santuario de la Naturaleza Valle de La Luna y parte de la Sierra de Orbate (Santuario de la Naturaleza)[29]
- Sector Volcán Licancabur (Sitios ERB)[30]
- Sistema Hidrológico de Soncor (Sitio Ramsar)[31]
- Termas de Puritama (Iniciativa de Conservación Privada)[32]

## Administración

### Municipalidad
La Municipalidad de San Pedro de Atacama para el periodo 2021-2024 es dirigida por el alcalde Justo Alexis Zuleta Santander (IND - Chile Digno Verde y Soberano) y el concejo municipal conformado por los concejales:
- Marisol González Reyes (IND - Chile Digno Verde y Soberano)
- Jorge Rolando Titichoca Servantes (IND - Chile Vamos Renovación Nacional - IND)
- Carolina Andrea Soto Poblete (IND - Radicales e IND)
- Iván Andrés Bautista Colque (IND - Radicales e IND)
- Orlando Alberto Cortés Mora (IND - Radicales e IND)
- María Eugenia Cornejo Cádiz (IND - Unidad Por el Apruebo PS PPD e IND)

### Representación parlamentaria
San Pedro de Atacama pertenece al distrito electoral n.º 3 y a la 2.ª circunscripción senatorial (Antofagasta). Es representada en la Cámara de Diputados del Congreso Nacional por los diputados Catalina Pérez (RD), Sebastián Videla Castillo (IND-PL), Yovana Ahumada Palma (PDG), Jaime Araya Guerrero (PPD-IND) y José Miguel Castro (RN). A su vez, es representada en el Senado por los senadores Esteban Velásquez (FREVS), Pedro Araya Guerrero (independiente), Paulina Núñez Urrutia (RN) y Alejandro Guillier (Ind. pro-PR).

## Economía
En 2018, la cantidad de empresas registradas ante el Servicio de Impuestos Internos en San Pedro de Atacama fue de 256. El Índice de Complejidad Económica (ECI) en el mismo año fue de -0,42, mientras que las actividades económicas con mayor índice de Ventaja Comparativa Revelada (RCA) fueron Reproducción de Grabaciones (1413,38), Comercio al por Menor de Artículos Típicos y Artesanías (406,73) y Residenciales (125,03).

### Energías renovables
Con el fin de aprovechar el potencial de energía solar presente al interior del territorio comunal, en 2020 se comenzó a ejecutar un plan de fomento al autoconsumo fotovoltaico, mediante la generación de electricidad a nivel local a través de la producción de energías renovables.

## Lugares de interés

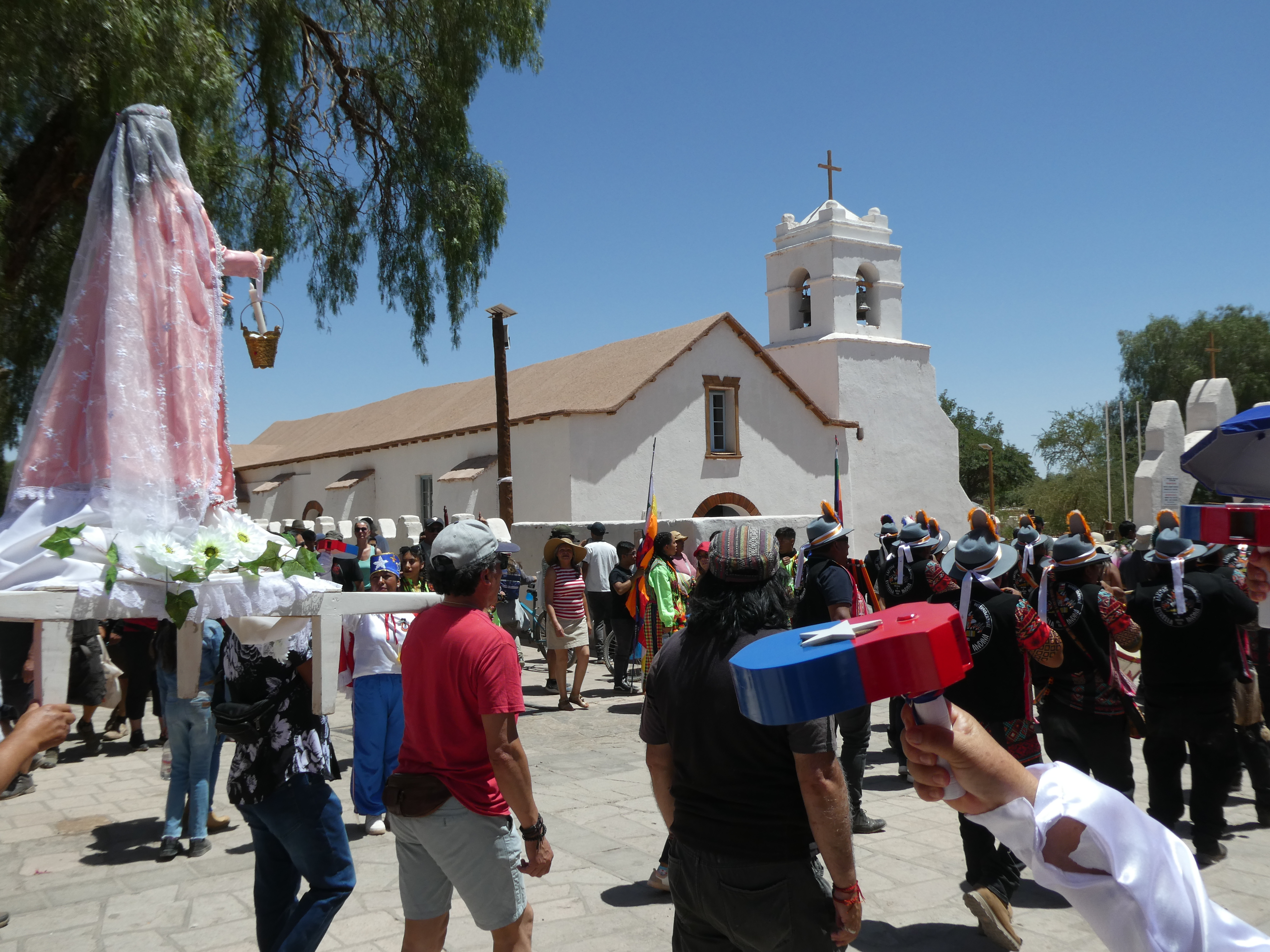
Fiesta de la Virgen de Candelaria, junto a la iglesia de San Pedro de Atacama, con matracas con los colores de la bandera de Chile.

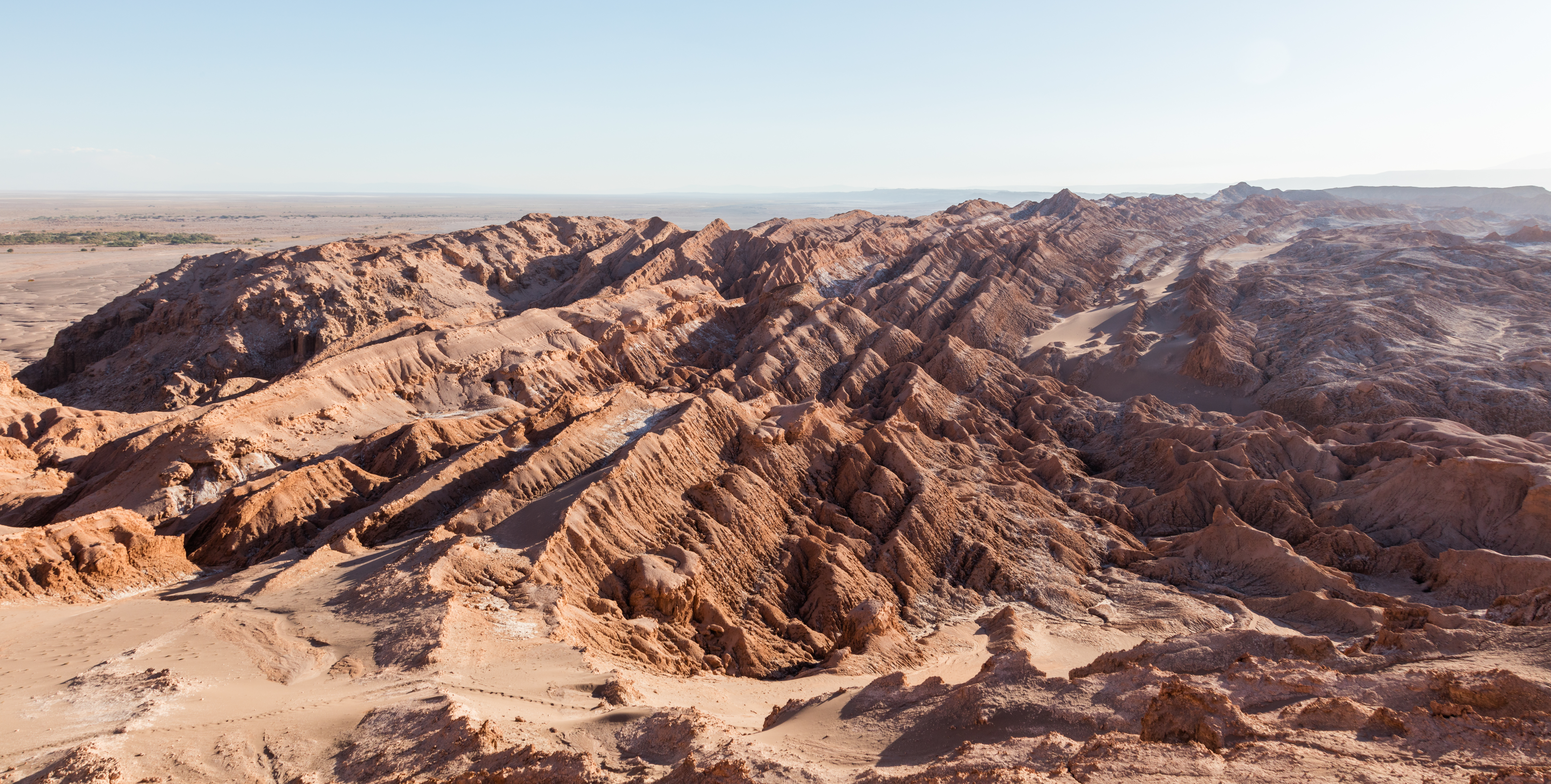
Vista del Valle de la Luna.

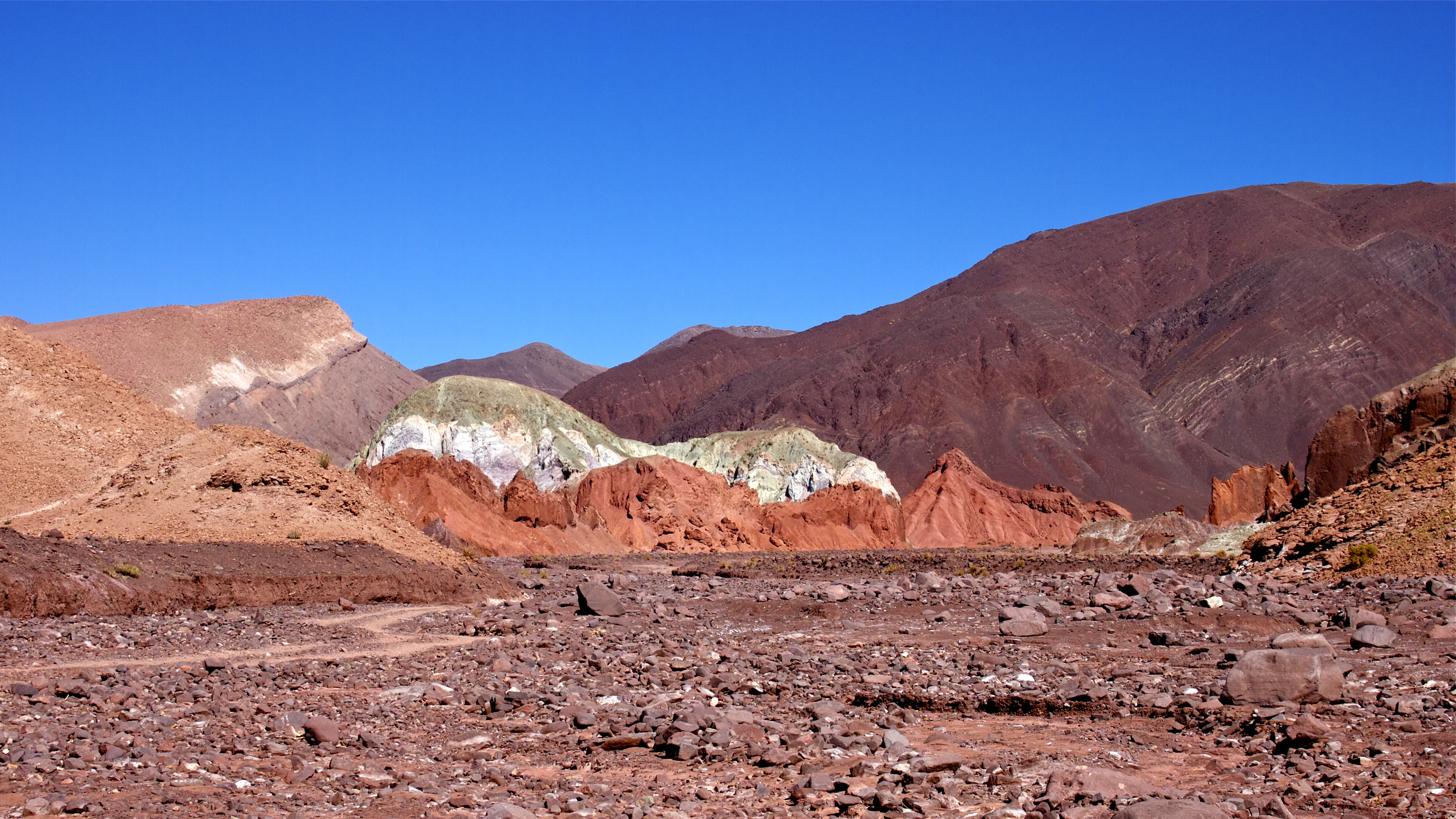
Valle Arcoíris.

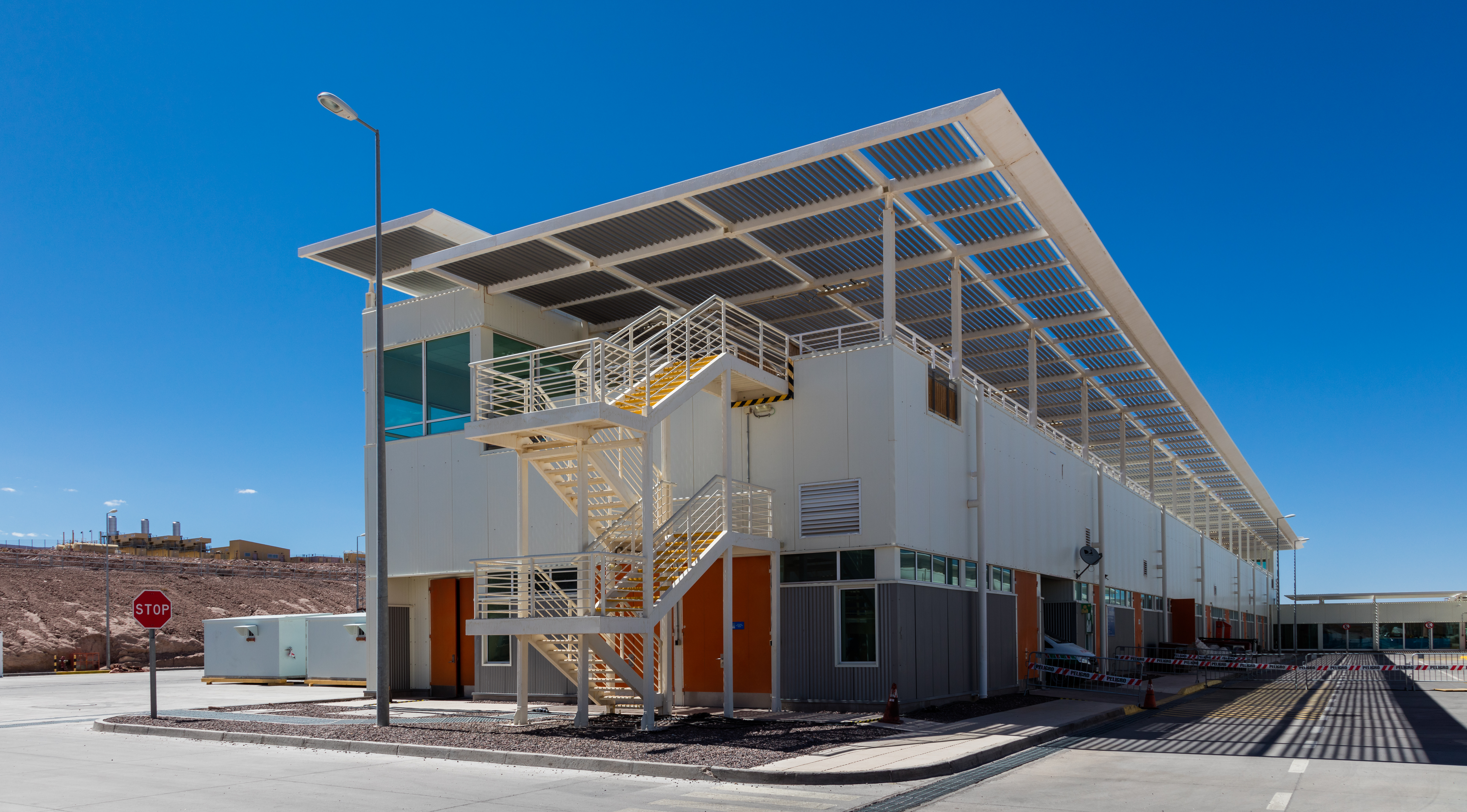
Observatorio espacial ALMA.

Laguna Tebinquinche.

En las últimas décadas, San Pedro de Atacama se ha convertido en uno de los principales polos turísticos de Chile, siendo el punto de partida para los diversos recorridos por el altiplano atacameño. En sus alrededores se encuentran importantes atractivos como los géiseres del Tatio, el Valle de la Luna y la Reserva nacional Los Flamencos, además de ruinas arqueológicas y otros monumentos históricos como el pucará de Quitor.
En sus inicios fue destino de mochileros y viajeros, pero hoy llegan turistas de todos los rincones del mundo, en especial europeos, atraídos por las bellezas naturales de la zona y el encanto particular del pueblo.
- Iglesia de San Pedro: perimetrada por un muro de adobe que tiene tres puertas coronadas por un arco, es la más grande de la región. Fue sede parroquial antes de 1641, pero sus actuales muros datan de 1744 y fueron reparados entre 1839 y 1843. La torre, del año 1964, reemplazó una antigua de madera.

- Museo Arqueológico R.P. Gustavo Le Paige: su fundador, a quien debe el nombre, fue un misionero jesuita belga que realizó un dedicado estudio de la arqueología andina y recolectó cientos de objetos indígenas, los que con la ayuda de la Universidad Católica del Norte logra reunir en un museo. Con estos restos arqueológicos se ilustra la evolución de los pueblos que habitaron el Territorio Atacameño en sus once mil años de desarrollo.

- Casa Incaica: la construcción más antigua del pueblo, techada con vigas de troncos, ramas y paja.

- Géiseres del Tatio: [37] emplazado en la cuenca geotérmica de igual nombre a 90 km al norte de San Pedro de Atacama a una altura aproximada de 4320 metros sobre el nivel del mar emergen imponentes fumarolas a través de las fisuras en la corteza terrestre originadas por el contacto de ríos subterráneos de agua helada con rocas calientes alcanzando unos 10 metros de altura y 85 °C.

- Valle de la Luna: sitio localizado a 12 km del pueblo, por el antiguo camino a Calama. Es una depresión rodeada de dunas desérticas y cerros con impresionantes crestas filosas, que se encuentra sobre la Cordillera de la Sal. Forma parte de la Reserva Nacional Los Flamencos.

- Piedra del Coyote: formación de rocosa característica de las postales S.P.A. Los turistas suelen acudir a ver los atardeceres contemplando desde este lugar el Valle de la Luna, el ocaso en el Licancabur y otros cerros y volcanes.

- Termas de Puritama: termas ubicadas a 28 km de San Pedro de Atacama, están emplazadas al fondo de una quebrada a lo largo del río que corre a 33,5 °C. Es un lugar ideal para el encuentro con la naturaleza y relajación. En lengua Kunza Puri quiere decir Agua y Tama caliente.

- Pukará de Quitor, (Aldea de Quitor, Monumento Nacional): 4 km al norte, por el camino junto al río Grande. Es una fortaleza defensiva que data del siglo XII, aunque luego fue ocupada y reforzada por los incas.

- Aldea de Tulor: ruinas arqueológicas enterradas en las arenas del desierto, son administradas por la Comunidad Atacameña del Ayllú de Coyo, parte de la Reserva Nacional los Flamencos. Este lugar es considerado uno de los primeros asentamientos Atacameños, caracterizado por construcciones circulares antisísmicas, útiles para esta zona del país.

- Lagunas Cejar, Piedra, Ojos del Salar y Tebinquinche: serie de lagunas salobres dispuestas de norte a sur, a partir de 20 km del Pueblo de San Pedro de Atacama. En la laguna Piedra —al lado de Cejar— los turistas pueden bañarse flotando en las densas aguas saladas, mientras se puede contemplar el cordón de fuego de Los Andes.

- Salar de Atacama: 62 km hacia el este. Es una reserva natural de flamencos, de gran tamaño. Este lugar tiene una vista magnífica, mostrando grandes montañas (en el invierno nevadas). Un lugar increíble para visitar y ser admirado por su gran belleza.

- Observatorio astronómico ALMA a 5000 m s. n. m., en el llano de Chajnator, se aloja la mayor instalación de astronomía del mundo, un observatorio de 66 antenas perteneciente al Observatorio Europeo Austral (ESO) que aprovecha la gran altitud y calidad del cielo del lugar, para instalar dicho observatorio.

Existen muchas compañías que ofrecen tours a estos atractivos turísticos, a través de ellas puedes acceder fácilmente a todos estos lugares. La mayoría se encuentran alrededor de la plaza central de San Pedro de Atacama.

## Medios de comunicación

### Radioemisoras
FM
- 88.7 MHz Radio Orígenes FM
- 90.3 MHz Radio Charanga Latina (Antofagasta)
- 95.3 MHz Radio Antara
- 101.1 MHz Radio Progreso
- 102.9 MHz Radio Toconao
- 104.7 MHz Radio María Reina

## Deportes

### Fútbol
La Selección de fútbol de San Pedro de Atacama participó en las ediciones 2010 y 2011 de la Copa Chile.

### Escalada
Dado a la geografía del lugar (múltiples quebradas de 15-25 m. de alto) se dan las condiciones perfectas para la práctica de Escalada Tradicional y Escalada Deportiva. Además, existen muros artificiales para la práctica de este deporte.

## Ciudades hermanadas
- Calama, Chile.